# Ana Enriqueta Terán

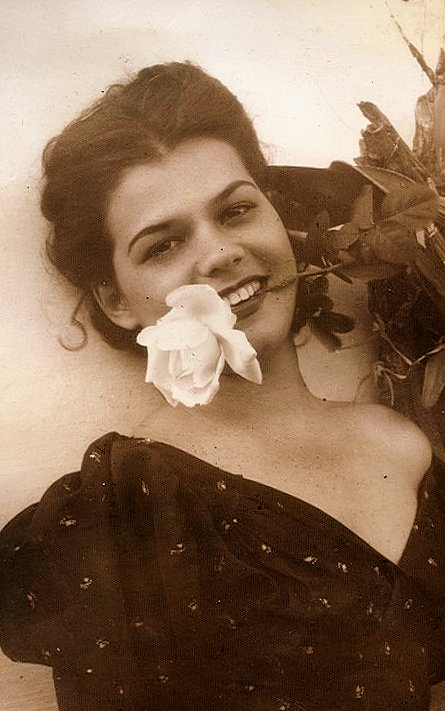
Ana Enriqueta Terán

Ana Enriqueta Terán (4 tháng 5 năm 1918, Valera, Trujillo State – 18 tháng 12 năm 2017, Valencia, Carabobo)  là một nhà thơ người Venezuela. Cô là một trong những nhà thơ nổi tiếng nhất ở Venezuela, đặc biệt là vì cách chơi chữ đặc biệt của cô. Terán đã viết trong một số ấn phẩm và tất cả các tác phẩm của cô được biên soạn trong Casa de hablas (1991). Cô đã giành giải thưởng quốc gia về văn học năm 1989.

## Công việc
- Al norte de la sangre (1946)
- Presencia terrena (1949)
- Bí mật Verdor (1949)
- De bosque a bosque (1970)
- El libro de los oficios (1975)
- Libro de Jajó (1980 – 1987)
- Música con pie de salmo (1985)
- Casa de hableas (1991)
- Alabatros (1992)
- Antología poética (2005)
- Con Conciones sobre basamentos de niebla (Monte Ávila Editores, 2006)
- Pira de habla (2014) Biblioteca Ayacucho.[4]